# James Inman
James Inman (1776–1859), matemàtic i astrònom anglès, va ser professor de matemàtiques al Royal Naval College de Portsmouth i autor d'Inman's Nautical Tables.

## Primers anys
Inman va néixer a Tod Hole a Garsdale, llavors a West Riding de Yorkshire, fill petit de Richard Inman i Jane Hutchinson. Va ser educat a Sedbergh i St John's College, Cambridge, i es va graduar com a primer premi de Smith i Wrangler sènior el 1800. Entre els seus amics propers a la universitat hi havia Henry Martyn.
Després de graduar-se amb honors de primera classe l'any 1800, Inman tenia la intenció d'emprendre el treball missioner a l'Orient Mitjà, a Síria, però a causa d'una declaració de guerra no va poder viatjar més enllà de Malta, on va continuar estudiant àrab.

## Astrònom de Matthew Flinders, 1803–04
Tornant a Anglaterra, la Junta de Longitud el va nomenar astrònom substitut (l'astrònom original, que patia un sever mal de mar, va ser donat d'alta en el camí cap a Austràlia) a l'expedició de l'HMS Investigador de Matthew Flinders que va cartografiar les aigües australianes entre 1803 i 1804. En arribar a Sydney massa tard per unir-se a la circumnavegació d'Austràlia per part de Flinders, va ajudar a concloure l'expedició. En aquesta època es va convertir en un ferm amic del nebot de Flinders, John Franklin, llavors guardiamarina. També es va fer amistat amb l'artista de l'investigador, William Westall, per a qui més tard va escriure cartes de presentació. Mentre estava a bord de l'East Indiaman Warley per al seu retorn a Gran Bretanya, va participar en la batalla de Pulo Auro. Aquí va comandar temporalment una partida de piquers lascar.

## Professor, Royal Naval College
Va ser ordenat al ministeri anglicà el 1805 quan va obtenir el seu màster. Tres anys més tard va rebre un nomenament com a professor de Matemàtiques Nàutiques al Royal Naval College. El 1821 va publicar Navegació i astronomia nàutica per als mariners ; aquestes taules matemàtiques nàutiques, conegudes com a taules nàutiques d'Inman, es van mantenir en ús durant molts anys. En la tercera edició (1835) va introduir una nova taula de haversines (el terme era la seva encunyació) per simplificar el càlcul de distàncies entre dos punts de la superfície de la terra mitjançant la trigonometria esfèrica. (Per obtenir més informació sobre el càlcul, vegeu la fórmula Havesine.)
A proposta seva, l'any 1810 l'Almirallat va establir una Escola d'Arquitectura Naval ; l'Almirallat també va nomenar Inman el seu primer director. El 1812 va dur a terme experiments amb Flinders que van portar a la invenció de la Flinders Bar, utilitzada per a la correcció de la brúixola marina. Al mateix temps que ensenyava a l'escola i publicava textos matemàtics per a l'ús dels seus alumnes, va traduir un text francès sobre l'arquitectura de la construcció naval i va continuar els seus propis estudis, i es va doctorar en Divinitat el 1820. En reconeixement del seu treball en astronomia nàutica va ser escollit membre de la Royal Astronomical Society.
També va dirigir el disseny i la construcció de no menys de deu vaixells de guerra britànics, dels quals es va sentir orgullós d'afirmar que cap va tenir mai el més mínim contratemps a causa d'un error de disseny o de forma.
Es va jubilar el 1839, però va continuar vivint a Portsmouth fins a la seva mort vint anys més tard, el 7 de febrer de 1859, als 83 anys.

## Família i llegat
La seva esposa Mary, filla de Richard Williams, vicari de l'Església de Tots Sants, Oakham, Rutland, era descendent directe d'Hannah Ayscough, la mare de Sir Isaac Newton. James i Mary Inman van tenir set fills. El seu fill gran va ser James Williams Inman (1809–1895), Cambridge BA 1833, MA 1836, director de The King's School, Grantham. El seu fill petit Henry Inman (1816–1895), va ser fundador i primer comandant de la Policia d'Austràlia Meridional.
A la primera expedició nord-americana de Sir John Franklin va anomenar Inman Harbour "en honor al meu amic, el professor del Royal Naval College". Durant el segon viatge de Franklin a l'Àrtida l'any 1826, el seu agrimensor va donar el nom d'Inman al riu Inman, al nord-oest del riu Coppermine, Canadà. El desembre de 1829 un promontori de penya-segats perpendiculars a la Terra del Foc va rebre el nom de Cap Inman, "en compliment del Professor", durant els viatges de l'HMS Adventure i l'HMS Beagle.

## Obres
- Arithmetic, Algebra, and Geometry, 1810
- A Treatise on Shipbuilding, with Explanations and Demonstrations respecting the Architectura Navalis Mercatoria, by Frederick Henry de Chapman,... translated into English, with explanatory notes, and a few Remarks on the Construction of Ships of War
- The Scriptural Doctrine of Divine Grace: a Sermon preached before the University Cambridge, 8vo, 1820
- Inman, James. Navigation and Nautical Astronomy: For the Use of British Seamen.  London, UK: W. Woodward, C. & J. Rivington, 1821.
- Navigation and Nautical Astronomy for the use of British Seamen, 1821 (Third edition with haversine logarithms 1835–1836)
- An Introduction to Naval Gunnery, 1826
- Plane and Spherical Trigonometry, 1826
- Formulæ and Rules for making Calculations on Plans of Ships London, 8vo, 1849